# Wapen van Kollumerpomp

Wapen van Kollumerpomp

Het wapen van Kollumerpomp is het dorpswapen van het Nederlandse dorp Kollumerpomp, in de Friese gemeente Noardeast-Fryslân. Het wapen werd in 1976 geregistreerd.

## Beschrijving
De blazoenering van het wapen luidt als volgt:
Doorsneden: A. Van zilver, beladen met twee rode zespuntige sterren. B. Gegolfd doorsneden van zilver en blauw, het blauw beladen met twee golvende dwarsbalken van zilver, over alles heen een rode muur met één, aan de bovenzijde halfronde opening.
De heraldische kleuren zijn: zilver (zilver), keel (rood), azuur (blauw).

## Symboliek
- Uitwateringssluis: verwijst naar het deel "pomp" in de plaatsnaam.[2]
- Zespuntige sterren: ontleend aan het wapen van Kollumerland en Nieuwkruisland.[2]

Het wapen van Kollumerland en Nieuwkruisland.

## Zie ook

Vlag van Kollumerpomp